# The House of Blue Light
Az 1987-ben megjelent The House of Blue Light a Deep Purple tizenkettedik stúdióalbuma. Ez a "klasszikus" 2. felállás második albuma az 1984-es újjáalakulásuk után. Megjegyzendő, hogy a jelenlegi CD-kiadás a bakelit változat hanganyagáról készült, így néhány szám rövidebb, mint az eredeti 1987-es CD-kiadáson (lásd lentebb, például "Strangeways" 7 percnél hosszabb az eredeti CD-ken.)

## Az album dalai
1. "Bad Attitude" (Ritchie Blackmore, Ian Gillan, Roger Glover, Jon Lord) – 4:43
2. "The Unwritten Law" (Blackmore, Gillan, Glover, Ian Paice) – 4:34
3. "Call of the Wild" (Blackmore, Gillan, Glover, Lord) – 4:50
4. "Mad Dog" (Blackmore, Gillan, Glover) – 4:29
5. "Black and White" (Blackmore, Gillan, Glover, Lord, Paice) – 3:39
6. "Hard Lovin' Woman" (Blackmore, Gillan, Glover) – 3:24
7. "The Spanish Archer" (Blackmore, Gillan, Glover) – 4:56
8. "Strangeways" (Blackmore, Gillan, Glover) – 5:56
9. "Mitzi Dupree" (Blackmore, Gillan, Glover) – 5:03
10. "Dead or Alive" (Blackmore, Gillan, Glover) – 4:42

## Közreműködők
- Ian Gillan – vokál
- Ritchie Blackmore – szólógitár
- Jon Lord – orgona, billentyűk
- Roger Glover – basszusgitár
- Ian Paice – dob